# Glutamat sintaza (feredoksin)
Glutamat sintaza (feredoksin) (EC 1.4.7.1, feredoksin-zavisna glutamatna sintaza, feredoksin-glutamatna sintaza, glutamatna sintaza (feredoksin-zavisna)) je enzim sa sistematskim imenom L-glutamat:feredoksin oksidoreduktaza (transaminacija). Ovaj enzim katalizuje sledeću hemijsku reakciju
2 -glutamat + 2 oksidovani feredoksin {\displaystyle \rightleftharpoons } -glutamin + 2-oksoglutarat + 2 redukovani feredoksin + 2 + (sveukupna reakcija)
(1a) -glutamat + 3 {\displaystyle \rightleftharpoons } -glutamin +2O
(1b) -glutamat + 2 oksidovani feredoksin +2O {\displaystyle \rightleftharpoons } 3 + 2-oksoglutarat + 2 redukovani feredoksin + 2 +
Ovaj enzim vezuje 3Fe-4S klaster, FAD i FMN. Protein se sastoji od dva domena, jedan hidrolizuje L-glutamin do NH3 i L-glutamata (cf. EC 3.5.1.2, glutaminaza), a drugi kombinuje proizvedeni NH3 sa 2-oksoglutaratom i formira drugi molekul L-glutamata.

## Literatura
- Nicholas C. Price; Lewis Stevens (1999). Fundamentals of Enzymology: The Cell and Molecular Biology of Catalytic Proteins (Third изд.). USA: Oxford University Press. ISBN 019850229X.
- Eric J. Toone (2006). Advances in Enzymology and Related Areas of Molecular Biology, Protein Evolution (Volume 75 изд.). Wiley-Interscience. ISBN 0471205036.
- Branden C; Tooze J. Introduction to Protein Structure. New York, NY: Garland Publishing. ISBN 0-8153-2305-0.
- Irwin H. Segel. Enzyme Kinetics: Behavior and Analysis of Rapid Equilibrium and Steady-State Enzyme Systems (Book 44 изд.). Wiley Classics Library. ISBN 0471303097.
- William P. Jencks (1987). Catalysis in Chemistry and Enzymology. Dover Publications. ISBN 0486654605.

## Spoljašnje veze
- Glutamate+synthase+(ferredoxin) на 